# Сорокаба
Сорокаба (порт. Sorocaba) град је у Бразилу у савезној држави Сао Пауло. Према процени из 2007. у граду је живело 559.157 становника.

## Становништво
Према процени из 2007. у граду је живело 559.157 становника.
| 1991.   | 2000.   |
| ------- | ------- |
| 379,006 | 493,468 |

## Партнерски градови
- Белем